# Jo Schlesser
Joseph Schlesser (Liouville, 1928. május 18. – Rouen-Les-Essarts, 1968. július 7.) francia autóversenyző. Unokaöccse, Jean-Louis Schlesser szintén sikeres autóversenyző, a Dakar-rali kétszeres győztese.

## Pályafutása
Versenyzői karrierjét 1952-ben kezdte el, amikor egy Panharddal részt vett egy raliversenyen, majd 1954-ben a franciák körében népszerű Monomill versenyosztályban versenyzett, azonban pályája megszakadt három évre, miután Mozambikba ment dolgozni.
1957-ben visszatért Európába, amikor a Róma–Liège–Róma ralin második lett egy Mercedesszel. Ezt követően egy Ferrari GT 250-el versenyzett, viszonylag kevés sikerrel egészen 1960-ig, amikor a nürburgringi 1000 km-es viadalon Lucien Bianchival párban második lett, majd Rouenben ugyancsak második lett. Ugyancsak 1960-ban részt vett egy Formula–2-es futamon Siracusában, a futamot hatodikként zárta. 1961-ben szezonja a le mans-i 24 óráson elszenvedett balesete miatt megszakadt, de 1962-ben ismét versenyzett, ezúttal a Formula Junior sorozatban egy Brabham volánja mögött. 
1964-ben átment az egyliteres Formula–2-be egy Brabham volánja mögött versenyezve, legjobb eredményét a római fordulón érte el, ahol nemcsak a pole-pozíciót szerezte meg, hanem mindkét futamon győzedelmeskedni tudott. Ezen kívül a Nürburgringen tartott versenyen ötödik lett, míg a szezonzáró párizsi versenyen harmadik lett. Ugyancsak 1964-ben részt vett élete egyetlen NASCAR versenyén, azon belül a Daytona 500-on, ahol Ned Jarrett társaként a 13. helyen fejezte be a futamot.
1965-re is maradt az egyliteres Formula–2-ben, ezúttal futamot nem nyert, viszont összeszedett egy 4. helyet Rómában. 1966-ban egy F2-es specifikációjú Matra-Forddal részt vett a Formula–1-es mezőnnyel közösen rendezett Német Nagydíjon, ott a futamot az összesített 10. helyen zárta, az F2-es értékelésben viszont harmadik lett a szintén Matrás Beltoise és Hahne mögött. 1967-ben is elindult a Német Nagydíjon a Formula–2-esek között egy 1.6 literes Cosworth motoros Matrával, azonban 2 kör után motorhiba miatt a verseny feladására kényszerült. Szintén 1967-ben a Formula–2-es Európa-bajnokságon is részt vett, igaz csak három futam erejéig, de így is szerzett egy harmadik helyezést Brands Hatchben. 1968-ban is tagja volt az F2-es Európa-bajnoki mezőnynek, viszont akkor már az Ecurie istálló McLarenjével versenyzett jó barátja, Guy Ligier csapattársaként.

## Halála
1968. július 7-én rendezték az 1968-as Formula–1 világbajnokság hatodik futamát, a francia nagydíjat. Erre a versenyre nevezett a Honda is a léghűtéses RA302-es kódjelű autójukkal, amelyet eredetileg az eddigi tesztpilótájuk, John Surtees vezetett volna, ő viszont potenciális halálcsapdának bélyegezte az autót mondván nem áll készen ez a versenyautó éles versenyzésre. Ezután a Honda franciaországi ágának köszönhetően Jo Schlessert ültették be és állhatott rajthoz a viadalon. A verseny második körében Schlesser kicsúszott a Six Frères kanyarban és a pályát szegélyező partoldalnak ütközött, az ütközés következtében a magnéziumborítású, teletankolt Honda azonnal kigyulladt, Schlessernek esélye nem volt kiszállni az autóból és életét vesztette. Ennek eredményeként a Honda az 1968-as szezon végén kilépett a Forma-1-ből, miután Surtees ismét megtagadta az autó vezetését az Olasz Nagydíjon
Barátja, Guy Ligier később azzal adózott az emléke előtt, hogy versenyautói típusjelzése a JS monogram lett.

## Eredményei
Teljes Formula–1-es eredménysorozata
(Táblázat értelmezése)

(Félkövér: pole-pozícióból indult; dőlt: leggyorsabb kört futott) 

| Év   | Csapat                | Modell         | Motor               | 1   | 2   | 3   | 4   | 5   | 6      | 7      | 8   | 9   | 10  | 11  | 12  | Helyezés | Pont |
| ---- | --------------------- | -------------- | ------------------- | --- | --- | --- | --- | --- | ------ | ------ | --- | --- | --- | --- | --- | -------- | ---- |
| 1966 | Matra Sports          | Matra MS5 (F2) | Cosworth Straight-4 | MON | BEL | FRA | GBR | NED | GER 10 | ITA    | USA | MEX |     |     |     | -        | 0    |
| 1967 | Ecurie Ford-France    | Matra MS5 (F2) | Cosworth Straight-4 | RSA | MON | NED | BEL | FRA | GBR    | GER Ki | CAN | ITA | USA | MEX |     | -        | 0    |
| 1968 | Honda Racing (France) | Honda RA302    | Honda V8            | RSA | ESP | MON | BEL | NED | FRA Ki | GBR    | GER | ITA | CAN | USA | MEX | -        | 0    |